# Drenkelaarstoren

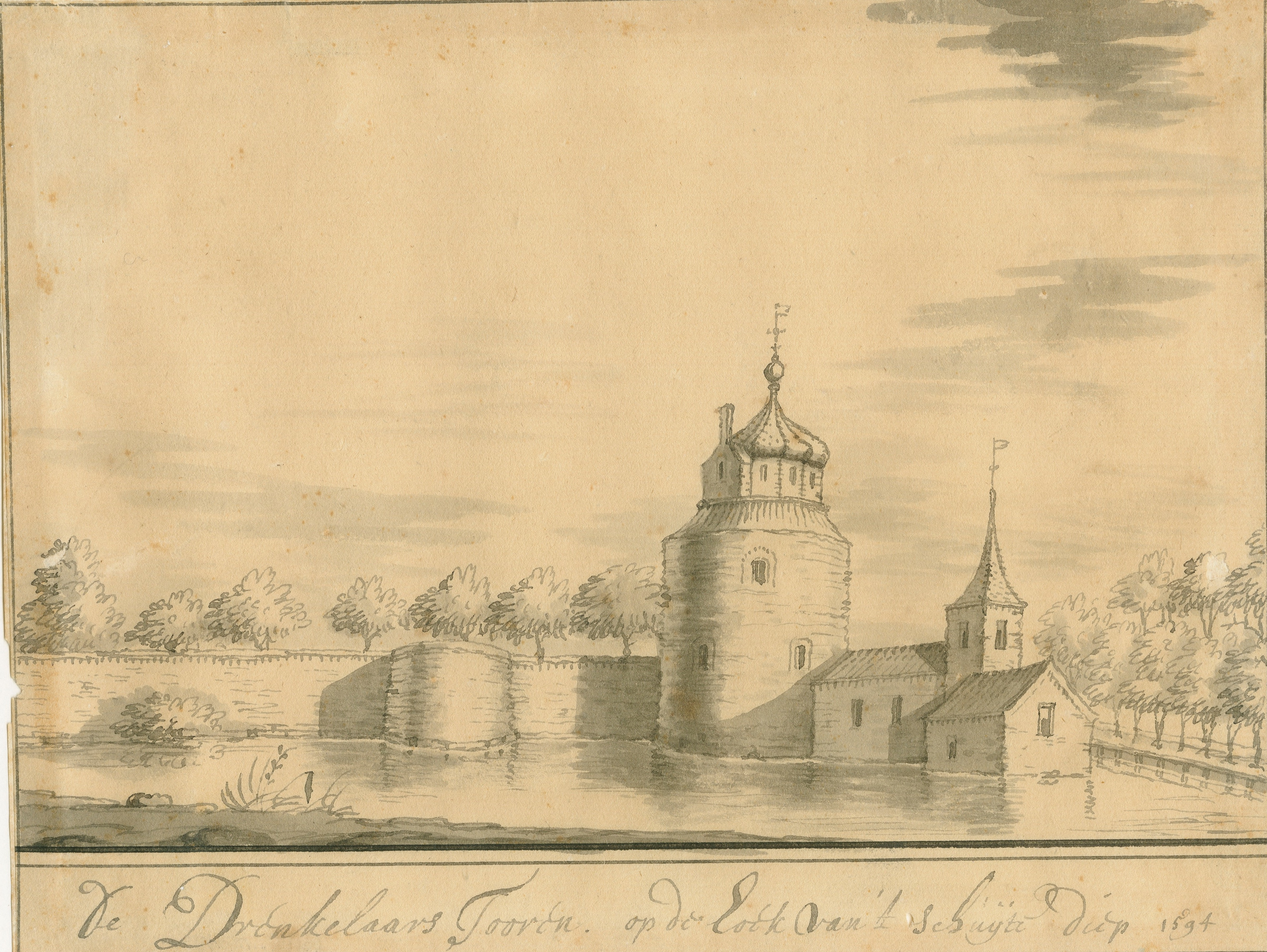
De Drenkelaarstoren op een 18e-eeuwse tekening van Stellingwerff met de toren zoals deze eruit zou hebben gezien in 1594. De torentjes ervoor zijn fantasie.

De Drenkelaarstoren is een voormalige verdedigingstoren in de vroegere stadsmuur rond de Nederlandse stad Groningen. De toren vormde de zuidoostelijke begrenzing van de stadsmuur op de plek waar nu het Verbindingskanaal en het Schuitendiep elkaar ontmoeten, aan westzijde van de huidige Oosterhaven. Andere belangrijke verdedigingstorens waren het Olde Rondeel en de Ulentoren. 
De toren werd gebouwd tussen 1469 en 1470 als onderdeel van de versterkingen die door de stad aan de zuidelijke stadsmuur werden uitgevoerd uit vrees voor de sterke uitbreiding van de machtssfeer van Karel de Stoute. Voor de bouw werden inwoners uit het Oldambt en het Gorecht ingezet, die geen betaling ontvingen, maar wel gratis kost en inwoning. De naam 'drenkelaar' verwijst naar het feit dat de toren in het water stond. Het was een ronde toren met een uienspits. De toren werd bewoond. Op de kaart van Jacob van Deventer loopt er een beer vanaf de toren naar buiten de stad, maar op de kaart van Braun en Hogenberg ontbreekt deze. De beer werd namelijk rond 1570 verwijderd voor de aanleg van de Arx Nova.
Tijdens de reductie van Groningen werden door de belegeraars pogingen ondernomen om de Drenkelaarstoren te ondergraven en raakte de toren door de beschietingen zwaar beschadigd.
Bij de uitleg van de nieuwe vestingwerken van Groningen tussen 1608 en 1624 werden rond 1610 de restanten van de toren gesloopt en gebruikt voor de herbouw van de nieuwe Oosterpoort. Op de plek van de toren werd de Drenkelaarsdwinger aangelegd en ten oosten daarvan de Visserspijp, die vroeger ook wel Drenkelaarspijp (Drenckelaerspijp) werd genoemd.

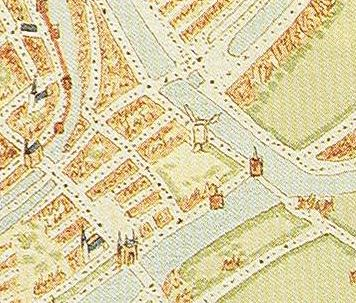
De Drenkelaarstoren (rechtsonder) op de kaart van Jacob van Deventer van rond 1565.
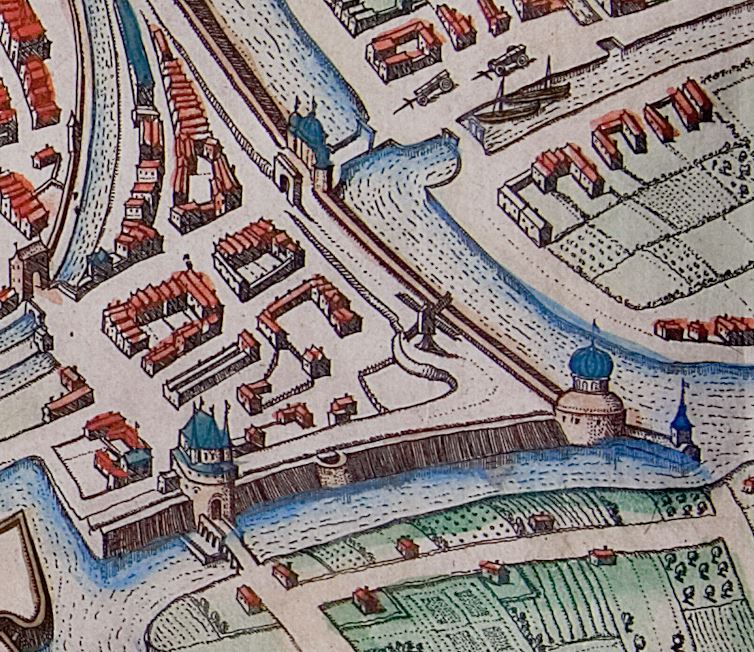
De toren (rechtsonder) op de kaart van Braun & Hogenberg van rond 1575. Links de Oosterpoort en boven de Steentilpoort.